# Гессен, Борис Михайлович
Бори́с Миха́йлович Ге́ссен (16 [28] августа 1893, Елисаветград, Херсонская губерния — 20 декабря 1936, Москва — советский физик, философ и историк науки, член-корреспондент АН СССР (1933). 
Первый декан физического факультета МГУ (1933—1934). Его доклад «Социально-экономические корни механики Ньютона» на II Международном конгрессе по истории науки и техники в Лондоне (1931) послужил важным стимулом в развитии экстерналистского подхода к написанию истории науки.

## Биография
Родился 16 августа (по старому стилю) 1893 года в еврейской семье в Елисаветграде, где его отец, маякский мещанин (впоследствии купец второй гильдии) Шмуль-Монаш Беркович (Михаил Беришевич, Борисович) Гессен (1841—?), был управляющим банка, товарищем председателя городского биржевого комитета; мать — Ревекка Моисеевна (Ривка Мойшевна) Гессен (1864—?). У него были старшие сёстры Евгения (1890) и Мария, а также брат Сергей (впоследствии ответственный партийный работник). Учился в гимназии, где познакомился с И. Е. Таммом. Изучал физику и естественные науки в Эдинбургском (1913—1914) и Петроградском (1914—1917) университетах. Одновременно с обучением на физико-математическом факультете в Петроградском университете, учился на экономическом отделении Политехнического института. Член ВКП(б) с 1919 года. В годы Гражданской войны воевал в частях Красной Армии на Украине и работал в Политуправлении Реввоенсовета (1919—1921) и Коммунистическом университете имени Свердлова (1921—1924). 
По окончании Гражданской войны продолжил занятия физикой в Институте красной профессуры, который окончил в 1928 году. После окончания Института красной профессуры первое время работал там же. С 1931 года — профессор физики МГУ, директор НИИФ МГУ. С момента создания физического факультета МГУ до декабря 1934 года — декан факультета. С 1935 года совмещал должности директора НИИФ МГУ и заместителя директора ФИАН. Член редколлегии журнала «Успехи физических наук» и «Большой советской энциклопедии». 1 февраля 1933 года избран членом-корреспондентом Академии наук СССР по Отделению общественных наук (философия).
За статью об эфире в «Большой советской энциклопедии» критиковался в шуточной форме группой ленинградских физиков: Бронштейном, Гамовым, Иваненко, Измайловым, Ландау и Чумбадзе.
22 августа 1936 года арестован по обвинению в участии в контрреволюционной террористической организации и подготовке террористических актов. Приговорён ВКВС 20 декабря 1936 года к расстрелу. Приговор приведён в исполнение в тот же день. Посмертно исключён из АН СССР Общим собранием 29 апреля 1938 года, восстановлен Общим собранием 5 марта 1957 года.
Б. М. Гессен похоронен в Москве на Донском кладбище в общей могиле.
По тому же делу осуждён и расстрелян арестованный на два месяца раньше Гессена школьный учитель А. О. Апирин. Определением ВКВС от 21 апреля 1956 года Гессен и Апирин реабилитированы.

## Семья
Братья от первого брака отца — Владимир Матвеевич (Самуилович) Гессен, присяжный поверенный, депутат II Государственной думы; Яков Матвеевич (Шмулевич) Гессен (18 августа 1869 — 1942), юрист, издатель и переводчик. Племянник — пушкинист Сергей Яковлевич Гессен.

## Основные сочинения
- Гессен Б. М. Основные идеи теории относительности. М.—Л. 1928. 176 с.
- Гессен Б. М. К вопросу о проблеме причинности в квантовой механике. В кн. Гааз А. Волны материи и квантовая механика. М.—Л. 1930, с. V—XXXII.
- Гессен Б. М. Социально-экономические корни механики Ньютона Архивная копия от 11 октября 2007 на Wayback Machine. М.—Л. 1933. 77 с.